# Anii 370 î.Hr.
Secole: Secolul al V-lea î.Hr. - Secolul al IV-lea î.Hr. - Secolul al III-lea î.Hr.
Decenii: Anii 420 î.Hr. Anii 410 î.Hr. Anii 400 î.Hr. Anii 390 î.Hr. Anii 380 î.Hr. - Anii 370 î.Hr. - Anii 360 î.Hr. Anii 350 î.Hr. Anii 340 î.Hr. Anii 330 î.Hr. Anii 320 î.Hr.
Anii: 380 î.Hr. | 379 î.Hr. | 378 î.Hr. | 377 î.Hr. | 376 î.Hr. | 375 î.Hr. | 374 î.Hr. | 373 î.Hr. | 372 î.Hr. | 371 î.Hr. | 370 î.Hr.
Evenimente